# Zdzisław
Zdzisławⓘ, Zdziesław – staropolskie imię męskie, złożone z dwóch członów: Zdzie (Zdzi-) ("uczynić, zdziałać, zrobić") i -sław ("sława"). Zanotowane w dokumentach z roku 1198.
Staropolskie zdrobnienia: Zdziech, Zdziesz, Zdzieszko.
Obce formy: Zdislaus (łac.), Zdislas (ogólnie przyj. forma), Zdislav (niem.), Zdzislav, Zdeslav, Zdik, Zdeněk (czes.), Sděslav, Sdislav (stczes.), Zdislav, Zdenko, Zdeno (słowac.), Zdeslav, Zđislav, Zdenko (połud.-słow.).
Odpowiednik żeński: Zdzisława.
Zdzisław, Zdziesław imieniny obchodzi: 29 stycznia, 28 listopada i 16 grudnia.
Podobne imiona staropolskie: Zdziczest, Zdziebor, Zdziebud, Zdziebąd, Zdziegod, Zdziegrod, Zdziemił, Zdzierad, Zdziesuł, Zdziewit, Zdziewuj, Zdzimir, Zdzistryj, Zdziwoj.

## Imiennicy
Encyklopedyczne osoby noszące imię Zdzisław:
- Zdzisław Ambroziak – siatkarz i dziennikarz sportowy
- Zdzisław Beksiński – malarz, grafik, rzeźbiarz
- Zdzisław Cackowski – filozof, rektor UMCS
- Zdzisław Fortuniak – biskup
- Jan Nowak-Jeziorański, właśc. Zdzisław Antoni Jeziorański – żołnierz AK, dziennikarz, polityk
- Zdzisław Kapka – piłkarz
- Zdzisław Kleinrok – farmakolog, trzykrotny rektor Akademii Medycznej w Lublinie
- Zdzisław Kotla – żeglarz, olimpijczyk
- Zdzisław Kozień – aktor
- Zdzisław Krasnodębski – socjolog i filozof
- Zdzisław Kręcina – działacz piłkarski
- Zdzisław Krzyszkowiak – lekkoatleta, mistrz olimpijski
- Zdzisław Kuźniar – aktor
- Zdzisław Lachur – malarz i grafik
- Zdzisław Lubomirski – książę, członek Rady Regencyjnej
- Zdzisław Ludkiewicz – ekonomista rolny, rektor SGGW
- Zdzisław Maklakiewicz – aktor
- Zdzisław Marchwicki (1841–1912) – polityk galicyjski
- Zdzisław Marchwicki (1927–1977) – seryjny morderca
- Zdzisław Mrożewski – aktor
- Zdzisław Najmrodzki – przestępca
- Zdzisław Niedziela – filolog slawista
- Zdzisław Peszkowski – duchowny katolicki
- Zdzisław Piernik – wirtuoz tubista
- Zdzisław Pietrasik – krytyk filmowy i teatralny, publicysta
- Zdzisław Soczewiński – bokser
- Zdzisław Wardejn – aktor
- Zdzisław Wolski – polityk